# دانيال كادي إيتون
دانيال كادي إيتون (بالإنجليزية: Daniel Cady Eaton)‏ هو عالم نبات أمريكي، ولد في 1834 في بلدة فورت غرتيوت في الولايات المتحدة، وتوفي في 1895 في نيو هيفن في الولايات المتحدة.